# إيزكيل باسي
إيزكيل باسي (بالإنجليزية: Ezekiel Bassey)‏ هو لاعب كرة قدم نيجيري في مركز نصف الجناح، ولد في 10 نوفمبر 1996 في نيجيريا. لعب مع نادي برشلونة.

## وصلات خارجية
- إيزكيل باسي على موقع قاعدة بيانات كرة القدم.إي يو (الإنجليزية)
- إيزكيل باسي على موقع ناشيونال فوتبول تيمز (الإنجليزية)
- إيزكيل باسي على موقع Soccerway.com (الإنجليزية)
- إيزكيل باسي على موقع عالم كرة القدم.نت (الإنجليزية)